# یواس‌آرسی تاهوما (۱۹۰۹)
یواس‌آرسی تاهوما (۱۹۰۹) (به انگلیسی: USRC Tahoma (1909)) یک کشتی بود که طول آن ۱۹۱ فوت ۸ اینچ (۵۸٫۴۲ متر) بود. این کشتی در سال ۱۹۰۹ ساخته شد.